# شهریارک کائوآیی
شهریارک کائوآیی (نام علمی: Chasiempis sclateri) نام یک گونه از سرده شهریارک‌های خوش‌خوان است.